# Rolf Bossi

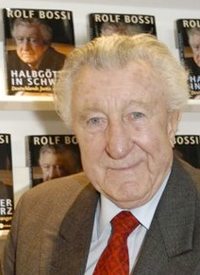
Rolf Bossi (2008)

Rolf Bossi (* 10. September 1923 in Karlsruhe; † 22. Dezember 2015 in Düsseldorf) war ein deutscher Jurist und Publizist. Er war einer der bekanntesten Strafverteidiger in Deutschland.

## Leben

### Jugend und Studium
Bossis Vater, ein gebürtiger Italiener, war Beamter im Innenministerium der Republik Baden und engagiertes Mitglied der katholischen Zentrumspartei, dann während des Zweiten Weltkrieges Verwaltungsoffizier bei der Luftwaffe. Er wurde 1942 von einem Standgericht wegen „Wehrkraftzersetzung“ zum Tode verurteilt und erschossen. Bossi machte im selben Jahr in München Abitur. Als Offiziersanwärter der Wehrmacht wurde er an der Ostfront verwundet. Das Schicksal des Vaters motivierte ihn, während der Genesung im Lazarett das Jurastudium aufzunehmen.
Bossi begann eine Dissertation mit dem Thema „Die Teilnahme Dritter an der Abtreibung“, die er jedoch nicht abschloss, weil die Rechtslage zwischenzeitlich durch eine Entscheidung des Bundesgerichtshofs eindeutig geklärt worden war.

### Anwaltstätigkeit
Bossi wurde 1952 in München als Anwalt zugelassen und arbeitete dort zunächst in der Kanzlei des Strafverteidigers Adolf Mier.
Bekannt wurde er insbesondere durch die Verteidigung der Schauspielerin Ingrid van Bergen, die ihren Lebensgefährten erschossen hatte. Bossi vertrat im Laufe seiner Karriere noch andere Prominente, darunter Romy Schneider, aber auch Personen wie den Kindermörder Jürgen Bartsch, den Serienmörder Fritz Honka, den Oetker-Entführer Dieter Zlof und den Entführer Dieter Degowski aus der Geiselnahme von Gladbeck. Ab November 1972 vertrat er vor Gericht die Interessen der Familie von Anka Denisova, einer Romni, die am 5. November 1972 im oberbayerischen Niederthann von einem Bewohner des Ortes erschossen worden war, als sie zusammen mit vier anderen minderjährigen Mädchen dessen Haus betreten hatte in der Absicht, dort Lebensmittel zu kaufen. Tätig war Bossi auch für DDR-Grenzer im sogenannten Mauerschützenprozess sowie in den Prozessen um den Hamburger Callgirl-Ring und den Hochstapler Gert Postel.
Nachdem ihm 2004 nach langem verwaltungsgerichtlichem Streit die Fahrerlaubnis entzogen worden war, verurteilte ihn im April 2007 das Landgericht München I wegen Fahrens ohne Fahrerlaubnis in zwei Fällen, bei denen er sich auf die berufliche Notwendigkeit der Fahrten berufen hatte, zu einer Geldstrafe von 18.000 Euro. Es folgten Verurteilungen durch das Amtsgericht Augsburg wegen übler Nachrede gegenüber drei Richtern zu 12.000 Euro und durch das Amtsgericht Ingolstadt zu 24.000 Euro Geldstrafe wegen Beleidigung eines Vergewaltigungsopfers als „schäbige kriminelle Drecksperson von nicht zu übertreffender Charakterlosigkeit“.
Lange Jahre arbeitete Bossi in Kanzleigemeinschaft mit den Strafverteidigern Gunter Widmaier und Steffen Ufer, später mit Ulrich Ziegert. Auch Werner Leitner begann seine Anwaltslaufbahn bei Bossi. Ende 2008 zog sich Rolf Bossi aus seiner Kanzlei zurück. Im März 2011 gab er seine Anwaltszulassung zurück.

### Standpunkte
1980 trat Bossi der CSU bei, sah sich selbst dort jedoch an deren linkem Rand. Als Sachbuchautor positionierte er sich mit verschiedenen rechtspolitischen Forderungen. So forderte er den Gesetzgeber dazu auf, nicht nur die Unrechtsurteile der NS-Zeit, sondern auch ungerechte Urteile aus der Nachkriegszeit aufzuheben, die von Richtern gesprochen worden waren, die noch immer in der Tradition der NS-Zeit urteilten. Auch tat er sich durch seine Vorschläge zur Änderung der Strafprozessordnung hervor; so schlug Bossi unter anderem vor, in allen Strafverfahren eine zweite Tatsacheninstanz zuzulassen und ein exaktes Wortprotokoll zu führen. In seinem 2006 erschienenen Buch Die gemachten Mörder setzte sich Bossi umfassend mit den Ursachen der wachsenden Jugendgewalt in der Gesellschaft auseinander. Seit er den Schauspieler Günter Lamprecht und seine Lebensgefährtin, die 1999 von einem jugendlichen Amokläufer schwer verletzt worden waren, als Nebenkläger vor Gericht vertreten hatte, beschäftigte den Anwalt, wie prekäre Familienverhältnisse, Mängel im Bildungswesen, schädliche Medieneinflüsse und die in seinen Augen verfehlte bundesdeutsche Integrationspolitik immer mehr Jugendliche zu hoffnungs- und perspektivlosen Gewalttätern – und manchmal eben auch zu Mördern – machten. In einem Interview vom August 2008 mit dem Focus befürwortete er die Todesstrafe für Täter mit einem „sadistisch-perversen Tötungsimpuls“. Dieser Darstellung seiner Aussagen widersprach Bossi allerdings in mehreren folgenden Interviews vehement, etwa im Deutschlandradio.
Im Jahr 2006 nahm er eine von der Zeitschrift Tempo fingierte Ehrendoktorwürde einer ebenso fingierten „Deutschen Nationalakademie“ an. Zu diesem Zweck erklärte er sich mit dem Programm der Akademie einverstanden, ohne zu bemerken, dass es mit etlichen Zitaten aus Hitlers Mein Kampf und NPD-Leitlinien gespickt war. Aufgrund der Berichterstattung kündigte er rechtliche Schritte gegen das Blatt an und bestritt, dass die Zitate dem Brief an ihn beigelegen hatten. Der ebenfalls in die Irre geführte Julian Nida-Rümelin bestätigte diese Darstellung.

### Film und Fernsehen
Bossi wirkte gelegentlich an Filmproduktionen mit. So beriet er 1969 die Lisa-Film-Produktionsgesellschaft bei der Herstellung des Streifens „Ehepaar sucht gleichgesinntes“ rechtlich und übernahm auch eine Nebenrolle als Anwalt. In dem 1971 produzierten Tatort Der Richter in Weiss verkörperte er einen Strafverteidiger. Lange Zeit war er häufiger Gast bei Talkrunden.

### Privates
Bossis erste Ehefrau starb im Jahr 2000. Sie brachte eine Tochter mit in die Ehe und hatte mit ihm eine gemeinsame Tochter.
2002 heiratete Bossi seine gleichfalls verwitwete Lebenspartnerin. Er lebte zeitweise im Münchner Stadtteil Bogenhausen und verlegte seinen Lebensmittelpunkt nach Eintritt in den Ruhestand ganz nach Gevelsberg, in den Wohnort seiner Frau. Seit Dezember 2014 lebte das Ehepaar in Düsseldorf. Rolf Bossi wurde auf dem Nordfriedhof in Düsseldorf beigesetzt.
Der Münchner Bildhauer Nicolai Tregor porträtierte ihn in Form einer Bronzebüste und auf einer Bronzegussmedaille.

## Veröffentlichungen
- Ich fordere Recht. 24 Jahre Strafverteidiger in Deutschland. Bertelsmann, München/Gütersloh/Wien 1975, ISBN 3-570-02141-6.
  - Taschenbuchausgabe: Ich fordere Recht. Erinnerungen eines Strafverteidigers. Heyne, München 1977, ISBN 3-453-00769-7.
- Halbgötter in Schwarz. Deutschlands Justiz am Pranger. Eichborn, Frankfurt am Main 2005, ISBN 3-8218-5609-2.
- Die gemachten Mörder. Wenn Jugendliche zu Tätern werden. Wege aus der Gewaltspirale. Lübbe, Bergisch Gladbach 2007, ISBN 3-7857-2279-6.
- Hier stehe ich. Späte Bekenntnisse zu Glaube, Wahrheit und Gerechtigkeit. Gütersloher Verlag, Gütersloh 2008, ISBN 978-3-579-06992-0.